# 한국농어업재해보험협회
한국농어업재해보험협회(韓國農漁業災害保險協會, The Korea assocation of Agricultural & Fishery Insurance on Natural Disaster ; KAFIND)는 농어업재해보험의 최신정보와 손해평가 기법을 제공하여 농업인의 경영안정과 농어업재해 정책 서비스 및 손해평가 기술을 발전시키기 위하여 설립된 사단법인이다. 서울특별시 용산구원료로 97길 41 동양빌딩 5층에 자리하고 있다

## 관련 법률 및 규정
- 농어업재해대책법
  - 농업재해보험통계 생산·관리 수탁관리자 지정[깨진 링크(과거 내용 찾기)]

## 연혁
- 2012년 7월 25일 사단법인 한국농어업재해보험협회 창립총회 개최
- 2012년 8월 23일 사단법인 한국농어업재해보험협회 법인설립 허가 (농림수산식품부 허가번호 제626호)
- 2012년 8월 29일 전문손해평가인 수탁교육, 업무시작
- 2012년 9월 13일 법인설립 등기 (수원지방법원 등기번호 706호)
- 2012년 12월 20일 한국농어업재해보험협회 출범식[6]
- 2013년 6월 4일 농업재해보험통계 생산.관리 수탁관리자 지정 (농림축산식품부 고시 제2013-107호)
- 2013년 7월 3일 농업재해보험 통계 수집·관리 등에 관한 업무 위탁계약 체결 (농림축산식품부)
- 2013년 8월 1일 협회 사무실 이전 (경기도 수원시 → 충청남도 천안시)
- 2013년 8월 5일 농업재해보험통계 생산·관리 수탁관리 업무 시작
- 2013년 12월 30일 2013 농업재해보험연감 발간
- 2015년 7월 1일 농작물재해보험 손해사정 업무 위탁계약 체결 (농협손해보험)
- 2016년 7월 1일 농작물재해보험 손해평가 업무 위탁계약 갱신

## 주요 업무
- 농업재해 피해조사 및 대책연구
- 농업재해보험 손해평가인력 교육훈련
- 농업재해보험 손해평가업무 수탁 수행
- 농업재해보험상품 개발·개선에 필요한 통계 수집·관리
- 농업재해보험 운영실적 분석
- 해외 주요국가의 농업보험 관련 정보 수집

## 지회
- 경기지회
- 강원지회
- 충북지회
- 충남지회
- 전북지회
- 전남지회
- 경북지회
- 경남지회
- 제주지회

## 같이 보기
- 농업정책보험금융원
- 대·중소기업·농어업협력재단
- 보험개발원
- 한국손해평가사협회
- 손해평가사